# 守卫苏联国界有功奖章
守卫苏联国界有功奖章（俄语：Медаль «За отличие в охране государственной границы СССР»），由苏联最高苏维埃主席团1950年7月13日颁布的法令设立，主要授予为保卫边疆做出突出贡献的苏联边防军人官兵。奖章由艺术家维列缅科设计。

## 颁发
“守卫苏联国界有功奖章”主要颁发给苏联边防军官兵、文职人员和其他军事民事人员，以表彰他们为保卫苏联边界做出的突出贡献。获奖者需满足以下条件：
- 在侦察和捕获违法进入苏联国界的斗争行动中表现出无私勇敢的精神；
- 负责领导和组织确保苏联国界不受侵犯的活动；
- 高度警惕并采取积极行动组织违法入境行为；
- 积极组织边境服务单位开展各项活动，以巩固苏联国界的保卫力量；
- 在保护苏联国界方面承担主要军事职责；
- 在为保护苏联国界而进行的战斗任务中表现突出。

“守卫苏联国界有功奖章”由苏联國家安全委員會主席代表苏联最高苏维埃主席团授予。奖章应该佩戴在胸部左侧，排列在二级卫国战争游击队员奖章之后，服役优秀奖章之前。如果佩戴了其它俄罗斯联邦勋章或奖章，则后者具有优先权。

## 设计
奖章直径32毫米，为圆形设计。1966年之前颁发的奖章为银质，此后为镍银合金制成。奖章正反面镶有边框。正面是一名手持波波沙冲锋枪的边防军士兵形象，背景是群山。奖章背面是浮雕铭文：За отличие в охране государственной границы СССР，意为守卫苏联国界有功。上方是一颗五角星。下方中间是镰刀铁锤标志，左右环绕月桂树枝。

## 现状
1991年12月苏联解体后，该奖章保留在1992年3月2日颁布的俄罗斯联邦奖励体系中。1994年3月2日的俄罗斯联邦总统令重新建立了“保衛國界有功獎章”。